# استان سیپاریا
استان سیپاریا (به لاتین: Siparia Regional Corporation) یک استان در ترینیداد و توباگو است. استان سیپاریا ۵۱۰٫۴۸ کیلومتر مربع مساحت و ۸۱٬۹۱۷ نفر جمعیت دارد.
| مختصات جغرافیایی Siparia | طول و عرض: 10.1333, این طول و عرض جغرافیایی: -61.5 10° 7′ 60″ شمالی, 61° 30′ 0″ غرب |
| این ارتفاع Siparia       | ۳۸ m                                                                                |
| آب و هوا Siparia         | باد موسمی (طبقه بندی آب و هوایی كوبن: Am)                                           |

دفتر مرکزی شهر سیپاریا در سیپاریا قرار دارد. سایر مناطق شهری عبارتند از سدروس، فیض آباد، لابرا، سانتا , فلورا، اوروپوچه جنوبی.